# Nederlandse Top 40
Die Nederlandse Top 40 ist eine wöchentlich erscheinende Hitliste in den Niederlanden. 
Sie ist aus der gleichnamigen Sendung des ehemaligen Piratensenders Radio Veronica hervorgegangen. Die Hitparade wurde erstmals am 2. Januar 1965 ausgestrahlt; die erste Nummer eins war I Feel Fine von den Beatles. Heute strahlt Qmusic die Sendung aus, herausgegeben werden die Charts von der Stichting Nederlandse Top 40 in Almere. Die Nederlandse Top 40 wird auf der Basis von Musikstreaming, Airplay und Onlinetrends in sozialen Medien erstellt.

## Geschichte
Zwischen 2. Januar 1965 und 31. August 1974 wurden durch Radio Veronica die Veronica Top 40 ausgestrahlt. Als der Radiosender eingestellt wurde, gründeten Lex Harding (einer der Chartspräsentatoren auf Radio Veronica) und Rob Out die Stichting Nederlandse Top 40, um die Charts weiterführen zu können. Harding und Out übernahmen dabei privat sämtliche Kosten. Die Plattenindustrie arbeitete hingegen mit NOS und AVRO für eine neue Nationale Hitparade zusammen. Dennoch konnten sich die Nederlandse Top 40 halten. 1999 wurde die Mega-Charts-Gesellschaft gegründet, die eine Zusammenarbeit der Stichting Mega Top 100 und der Stichting Nederlandse Top 40 darstellte und bis 2003 bestand. Zum vierzigsten Jahrtag der Top 40 ließ die Gemeinde Almere am 2. Januar 2005 einen Platz Top 40 Plein nennen.